# Печера Косолапкіна
Печера Косолапкіна (рос. Косолапкина) — печера в Челябінській області Росії, на Південному Уралі. Печера вертикального типу простягання. Загальна протяжність — 159 м. Глибина печери становить 57 м. Категорія складності проходження ходів печери — 2А.